# Nákupní centrum Letná
Nákupní centrum Letná je bývalé středisko občanské vybavenosti v Brně-Bystrci, vystavěné v 80. letech 20. století a sloužící svému účelu zhruba do přelomu století. 

## Historie
Nákupní centrum vzniklo v 80. letech spolu s budovaným panelovým sídlištěm Bystrc I, které vznikalo ve svazích mezi historickou vesnicí, připojenou k Brnu v roce 1972, a Starou dálnicí od 70. let. V horní části svahu byla systémem teras vyprojektována ulice Černého a Letná se stala ústředním bodem této části sídliště, doplněná sousední základní školou Laštůvkova 77, jež byla otevřena 1. září 1980. Před koncem roku 1981 byla při Letné uvedena do provozu trolejbusová smyčka, která ukončovala trať z Moravského náměstí, tehdy náměstí Rudé armády. V červnu 1985 byla trať prodloužena kolem nákupního centra dále až na konec Černého ulice a tam zakončena novou smyčkou, zatímco smyčka u Letné byla opuštěna.
Samo nákupní centrum původně zahrnovalo prodejny potravin, restauraci, poštu, trafiku, předprodej jízdenek i další obchody a služby. Po listopadu 1989 měnilo majitele, samoobsluhu od podniku Pramen odkoupila společnost Julius Meinl a po jejím odchodu se prostřídali další vlastníci. Kolem roku 2000 zdejší prodejny ukončily provoz, objekt začal sloužit jen částečně ke skladovacím a kancelářským účelům, postupně se vyprazdňoval a chátral.
V roce 2015 přišla společnost B.Letná se záměrem budovu zbourat a nahradit původně devítipodlažním, po úpravách sedmipodlažním polyfunkčním domem se zhruba 70 byty, obchody, kavárnou a dalšími službami či kancelářemi. V březnu 2017 schválila rada města Brna prodej pozemků pod komplexem. K listopadu 2018 bylo pro záměr vydáno územní rozhodnutí. V září 2019 však v objektu vypukl požár, kvůli uskladněným pneumatikám doprovázený silným dýmem.
K červnu 2022 realitní kanceláře uváděly plánovaný termín dokončení realizace záměru jaro 2024. O rok později, v červnu 2023, firma B.Letná představila podobu zamýšleného objektu, v té době se psalo o budově se sedmi nadzemními podlažími a až 110 byty, ve třech podlažích pak se 122 parkovacími stáními, navíc se dvěma venkovními parkovišti s kapacitou 90 míst. V březnu 2024 společnost B.Letná uváděla záměr v průběhu téhož roku provést demolici starého nákupního centra s následným zahájením výstavby.

## Popis

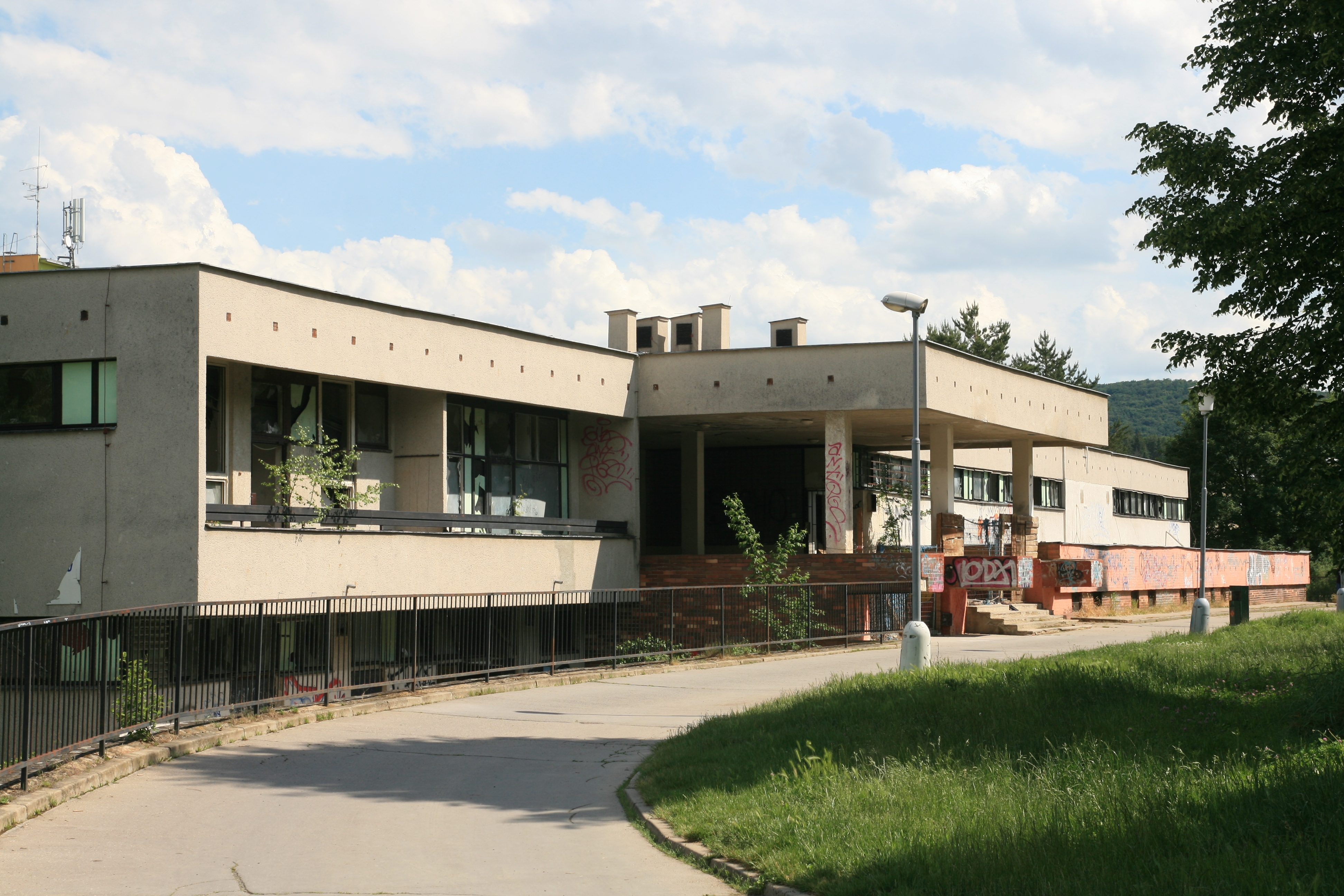
Západní strana nákupního centra s propojením ke škole

Třípodlažní budova stojí v Černého ulici u zastávky MHD Filipova, zasazená do svahu. Z východní (uliční) strany je k ní přimknutá betonová rampa, spojující předprostor u zastávky s prvním a druhým podlažím, na ni pak uvnitř navazuje bezbariérový průchod na západní stranu objektu, kde již v úrovní třetího podlaží venkovní pěší stezka propojuje Černého ulici s ulicí Laštůvkovou a schodištěm lze vystoupat ke škole. Přístup k jednotlivým provozovnám v objektu zajišťují široké terasy na východní straně.
V nejnižším poschodí byla kromě několika menších provozoven umístěna rozsáhlá kotelna napojená na cihlový komín, dominující jižní straně domu. Z téže strany je také přístup zásobování. V prvním patře se nacházela rozměrná samoobsluha, další prodejny, sklady a kanceláře. V nejvyšším patře byla restaurace s diskotékou, cukrárna, kuchyně a další kancelářské zázemí. Z ploché střechy vystupuje strojovna nákladního výtahu.
V nákupním komplexu zajišťoval navigaci a označení prodejen systém světelných panelových piktogramů od grafika Jana Railicha. Část z nich byla posléze předána do sbírek Moravské galerie.
Na terase před nákupním centrem z východní strany byla v roce 1984 či 1985 umístěna 2,5 metru vysoká plastika polosvlečené dívky s názvem Vysočina, jejímž autorem byl Jiří Marek. Jedná se o kamennou variantu autorovy kompozice Vysočina II., již Marek vytvořil v měděném plechu pro Žďár nad Sázavou. V roce 2011 byla z iniciativy města Brna očištěna. V souvislosti s prodejem pozemků pod komplexem byla někdy mezi lety 2017 a 2019 z terasy odstraněna a přemístěna na pozemek města.